# Седимент
Седимент (лат. sedimentum = талог) је талог или нанос трошног материјала (шљунка, песка, глине и сл.) или талог раствора (кречњака, соли, гипса и сл.) у мору (морски или марински седименти), језеру (језерски седименти), реци (речни или флувијални седименти) или на копну (еолски седименти, тј. они који су наталожени ветром). Механичким распадањем настају механички седименти, а хемијским растварањем хемијски седименти. Таложењем материјала органског порекла настају органогени седименти. 